# 焦焕成
焦焕成（1949年10月—），山西省昔阳县人，中共十六届中央纪律检查委员会委员、十七届候补中央委员、十八届中央委员。

## 生平
1964年2月参加工作，1969年10月加入中国共产党。中央党校在职研究生学历。1983年2月，到国务院机关事务管理局工作，历任服务司副司长、司长。1994年5月，任副局长、党组成员。1997年5月任局长、党组书记。2002年7月，任国务院副秘书长兼国务院机关事务管理局局长、党组书记。2007年9月，任中共国务院机关党组副书记、中华人民共和国国务院副秘书长兼国务院机关事务管理局局长、党组书记，为正部长级。2015年10月，不再担任国务院副秘书长、国管局局长、党组书记职务。2015年11月，增补为政协第十二届全国委员会委员、全国政协港澳台侨委员会副主任。他是中共十六届中央纪律检查委员会委员、十七届候补中央委员、十八届中央委员。